# Xerocrassa jimenensis
Xerocrassa jimenensis is een slakkensoort uit de familie van de Hygromiidae. De wetenschappelijke naam van de soort is voor het eerst geldig gepubliceerd in 1996 door Puente & Arrebola.